# رافق (اسم)
رافق هو اسم علم مذكر من أصل عربي، ومعناه هو المعين المساعد الرؤوف اللطيف الصديق اللين.

## شخصيات تحمل الاسم
- رافق بن بشر بن جالود الحامي (14 مارس 1969 – )

## وصلات خارجية
- موسوعة السلطان قابوس لأسماء العرب نسخة محفوظة 5 أبريل 2019 على موقع واي باك مشين.